# Jerzy Słoński-Ostoja
Jerzy Karol Józef Słoński-Ostoja (ur. 20 lipca 1910 w Tarnowie, zm. 29 sierpnia 1941 w Hazebrouck) – pilot, kapitan Wojska Polskiego, kawaler Virtuti Militari, dowódca dywizjonu 306.

## Życiorys
W 1930 r. zdał egzamin maturalny i zgłosił się do służby w Wojsku Polskim. Jako ochotnik otrzymał prawo wyboru broni, więc zdecydował się na lotnictwo. Został skierowany na kurs unitarny w szkole podchorążych piechoty, następnie został przyjęty do Szkoły Podchorążych Lotnictwa. SPL ukończył w 1933 r. z 15 lokatą i specjalnością obserwatora.
Otrzymał przydział do 5. pułku lotniczego, zdecydował się na szkolenie w zakresie pilotażu i jeszcze w 1933 r. został skierowany na przeszkolenie szybowcowe w Wojskowym Obozie Szybowcowym w Ustjanowej. Po jego ukończeniu został skierowany do służby w 56. eskadrze towarzyszącej. W 1934 r. został skierowany na szkolenie w zakresie pilotażu silnikowego do Centrum Wyszkolenia Oficerów Lotnictwa, a w 1935 r. na kurs wyższego pilotażu. Po jego ukończeniu otrzymał przydział do 55. eskadry liniowej, skąd został przeniesiony do 143. eskadry myśliwskiej. W 1936 r. służył w 142. eskadrze myśliwskiej, w 1937 r. został w tej jednostce zastępcą dowódcy. W 1938 r. otrzymał awans na porucznika oraz został zastępcą dowódcy 141. eskadry myśliwskiej. 
Po wybuchu II wojny światowej walczył w składzie III/4 Dywizjonu Myśliwskiego współpracującego z Armią Pomorze. Po agresji ZSRR na Polskę 17 września przekroczył granicę z Rumunią. Dotarł do Francji, gdzie został przydzielony do grupy kpt. Tadeusza Rolskiego. Nie zdążył wziąć udziału w działaniach bojowych, po upadku Francji został ewakuowany do Wielkiej Brytanii. Zgłosił się do służby w Polskich Siłach Powietrznych, otrzymał numer służbowy RAF P-0717.
Po przeszkoleniu na sprzęcie brytyjskim został skierowany przydzielony do dywizjonu 306. 25 lipca 1941 r. objął stanowisko dowódcy eskadry. 14 sierpnia, po zestrzeleniu Jerzego Zaremby nad Francją, został dowódcą dywizjonu 306. 29 sierpnia, podczas lotu na osłonę bombowców, został zestrzelony nad Hazebrouck. 
Został pochowany na cmentarzu w Dunkierce, działka 2, rząd 3, grób 18.

## Ordery i odznaczenia
Za swą służbę otrzymał odznaczenia:
- Krzyż Srebrny Virtuti Militari nr 9517 (pośmiertnie),
- Krzyż Walecznych – dwukrotnie,
- Medal Lotniczy,
- Polowa Odznaka Pilota.